# Michael Hester
Michael Hester (* 2. Mai 1972) ist ein neuseeländischer Fußballschiedsrichter.
Er leitet seit der Saison 2004/05 Spiele der neuseeländischen Fußballliga, seit 2007 ist er FIFA-Schiedsrichter. Hester nahm bisher als Unparteiischer an den Olympischen Sommerspielen 2008 in Peking teil und leitete mehrere Spiele im Rahmen der Ozeanien-Qualifikation zur Fußball-Weltmeisterschaft 2010. Er wurde für den Konföderationen-Pokal 2009 nominiert und kam bei der Weltmeisterschafts-Endrunde 2010 zu einem Einsatz in der Vorrunde.
Hester lebt in Auckland und ist dort im Hauptberuf als Marineoffizier tätig.

## Turniere
- Olympische Sommerspiele 2008 (2 Einsätze)
  - Niederlande – USA 2:2
  - Südkorea – Honduras 1:0
- Fußball-Weltmeisterschaft 2010 (1 Einsatz)
  - Südkorea – Griechenland 2:0 (Vorrunde)